# Арика-и-Паринакота
Арика-и-Паринакота (исп. Arica y Parinacota) — административная область на севере Чили. Включает в себя 2 провинции.
Территория — 16 873,3 км². Численность населения — 226 068 жителей (2017). Плотность населения — 13,40 чел./км².
Административный центр — Арика.

## Расположение
Область расположена на севере Чили. Это самая северная область Чили.
Область граничит:
- на севере — регион Такна (Перу)
- на востоке — департаменты Ла-Пас и Оруро (Боливия)
- на юге — область Тарапака
- на западе — Тихий океан

## География

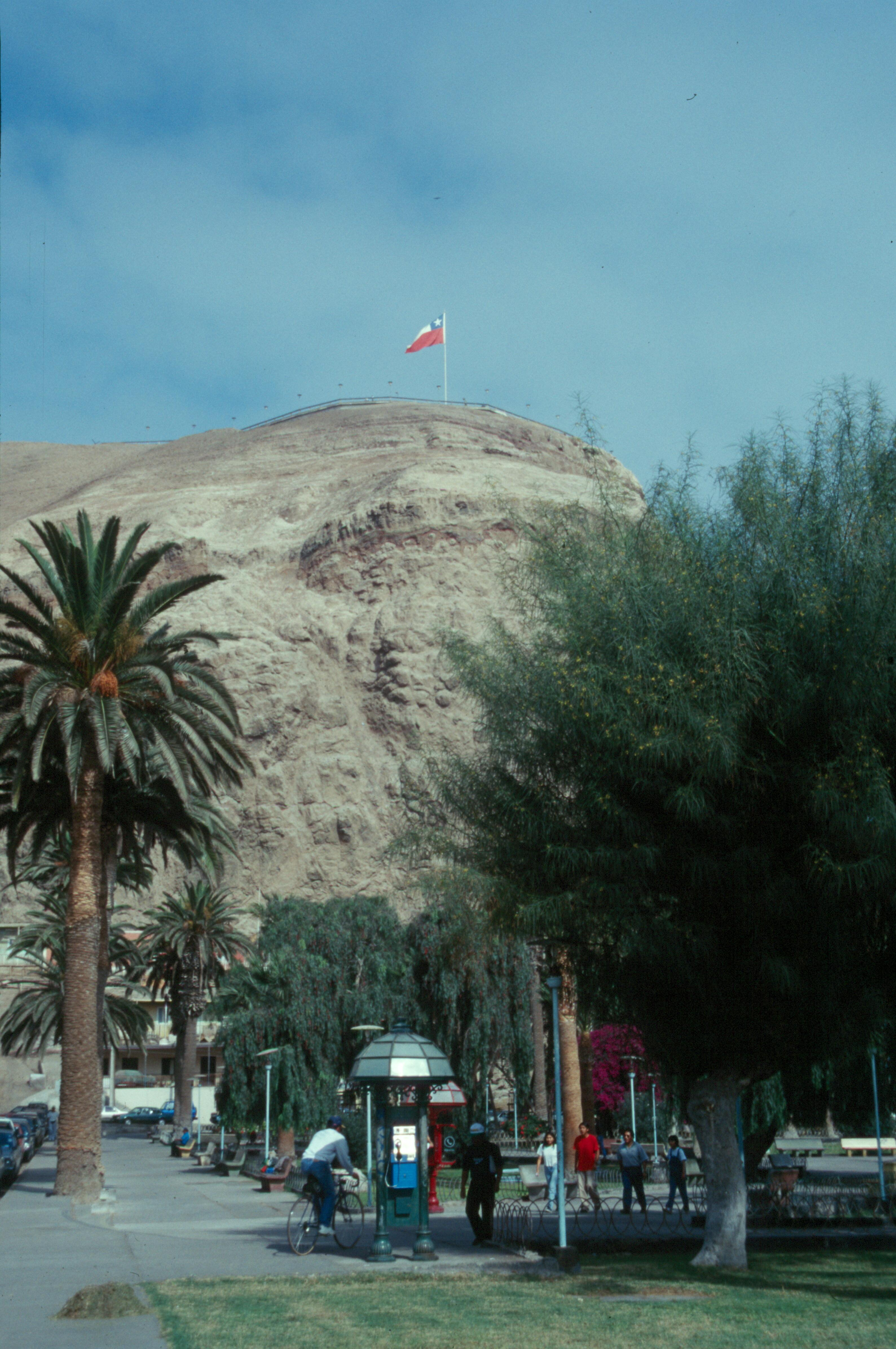
Холм Морро-де-Арика

Ввиду своего расположения эта область характеризуется пустынным ландшафтом. Её география по мере продвижения от берега океана до горной цепи Анд составлена следующими пятью ландшафтными зонами:
- Прибрежные равнины очень небольшие и кое-где почти несуществующие, за исключением равнины, на которой расположен город Арика.
- Береговая Кордильера — горная цепь, которая рождается в Серро-Камарака, в 30 километрах к югу от границы с Перу. У этой горной цепи нет больших высот, но она круто падает в море.
- Промежуточное плато достигает 40 км шириной и 500 км длиной. Эта впадина разрезана речками, единственными водными руслами области, из которых можно выделить речки Асапа, Льюта, Камаронес и Витор. Между горными речками формируются так называемые пампасы.
- Горная цепь Анд разделяется на два хребта: восточный, который проходит по границе с Боливией, и западный, который проходит по территории Чили. Здесь находятся несколько активных вулканов, которые поднимаются на 6000-метровую высоту: Паринакота, Померапе и Гуальятири.
- Плоскогорье, которое размещено между восточными и западными хребтами, обладает 4000-метровой средней высотой. Здесь находятся несколько рек и озёр (реки Какена, Лаука, Ислуга и Карикима, озеро Чунгара и лагуны Паринакота, Котакотани и Бланка), а также солончак Салар-де-Сурире, и так называемые бофедали. В них существует большое биологическое разнообразие. Встречаются такие животные как лама, гуанако, викунья, альпака и фламинго, и такие растения как кустарник льярета. Высота производит на многих людей так называемое «зло высоты», ввиду атмосферного давления, более низкого, чем то, к которому они привыкли.

Климат сильно различается между берегом, пампасами и плоскогорьем. Прибрежный климат мягкий ввиду эффекта, производимого морем, держась в течение всего года между 20 °C и 25 °C. Плоскогорье представляет очень резкие изменения температуры, меняясь от 30 °C днем до −30 °C в течение ночи. В пустыне происходит что-то сходное, но никогда с такими низкими температурами. Осадки очень несущественные, но и те немногие проходят обычно в андском плоскогорье в течение южного лета (февраля). Этот эффект известен как зима плоскогорья.

## История
Область выделена из области Тарапака в 2007 году.

## Демография
Согласно сведениям, собранным в ходе переписи 2017 г.  Национальным институтом статистики (INE),  население области составляет:
| Полное население                         | Полное население                         | Полное население                         | Полное население                         | Полное население                         | 226 068 |
| ---------------------------------------- | ---------------------------------------- | ---------------------------------------- | ---------------------------------------- | ---------------------------------------- | ------- |
| в том числе:                             | Городское население                      | 207 231                                  | Процент городского населения, %          | 91.7                                     |         |
|                                          | Сельское население                       | 18 837                                   | Процент сельского населения, %           | 8.3                                      |         |
|                                          | Мужское население                        | 112 581                                  | Процент мужского населения, %            | 49.8                                     |         |
|                                          | Женское население                        | 113 487                                  | Процент женского населения, %            | 50.2                                     |         |
| Плотность населения, чел./км²            | Плотность населения, чел./км²            | Плотность населения, чел./км²            | Плотность населения, чел./км²            | Плотность населения, чел./км²            | 13.40   |
| Население области в % к населению страны | Население области в % к населению страны | Население области в % к населению страны | Население области в % к населению страны | Население области в % к населению страны | 1.29    |

| Динамика изменения населения региона | Динамика изменения населения региона | Динамика изменения населения региона | Динамика изменения населения региона |
| ------------------------------------ | ------------------------------------ | ------------------------------------ | ------------------------------------ |
| 1992                                 | 2002                                 | 2012                                 | 2017                                 |
| -                                    | -                                    | 213 816                              | 226 068▲                             |

В этой области концентрируется самое большее население аймара в стране и большое количество иммигрантов из Перу, Боливии, а также потомков выходцев из Азии.

## Важнейшие населенные пункты[4]
| № | Населённый пункт | Населённый пункт (исп.) | Категория | Население чел. (2019) | На карте                        |
| - | ---------------- | ----------------------- | --------- | --------------------- | ------------------------------- |
| 1 | Арика            | Arica                   | город     | 202 131               | 18°28′27″ ю. ш. 70°17′45″ з. д. |
| 1 | Путре            | Putre                   | город     | 1716                  | 18°11′49″ ю. ш. 69°33′34″ з. д. |
| 2 | Сан-Мигель       | San Miguel              | поселок   | 1001                  | 18°31′02″ ю. ш. 70°10′36″ з. д. |

## Административное деление
Область включает в себя 2 провинции:
| Политико-административное деление области Арика | Политико-административное деление области Арика |                                                   |
| --- | ----------------------------------------------- | ------------------------------------------------- |
| \| Провинция \| Административный центр \| Коммуна \| \| ------------ \| ---------------------- \| ------------------------------------------------- \| \| 1 Арика \| Арика \| 1 Арика (административный центр Арика) \| \| 1 Арика \| Арика \| 2 Камаронес (административный центр Куйя) \| \| 2 Паринакота \| Путре \| 3 Хенераль-Лагос (административный центр Висвири) \| \| 2 Паринакота \| Путре \| 4 Путре (административный центр Путре) \| Арика Путре Хенераль- Лагос Камаронес |                                                 |                                                   |
| Провинция | Административный центр                          | Коммуна                                           |
| 1 Арика | Арика                                           | 1 Арика (административный центр Арика)            |
| 1 Арика | Арика                                           | 2 Камаронес (административный центр Куйя)         |
| 2 Паринакота | Путре                                           | 3 Хенераль-Лагос (административный центр Висвири) |
| 2 Паринакота | Путре                                           | 4 Путре (административный центр Путре)            |

## Экономика
Экономика района основывается главным образом на добыче природных ископаемых и рыболовной промышленности.
В конце XIX века главным богатством этого района была селитра, которая являлась главным экспортным продуктом страны. Также большое значение имела добыча серы (Серро-Такора).
Изобилие рыбных ресурсов (особенно анчоветы и ставриды) превратила этот вид деятельности в один из главных источников доходов страны.
Сельское хозяйство и скотоводство не очень развиты, ввиду сухости земли и малого количества осадков. Однако существуют небольшие угодья в зонах рек и ручьёв, здесь выращивают оливки, цитрусовые и манго. Основное животное для скотоводства — это лама.
Торговля играет существенную роль, так как по территории области проходит железная дорога, связывающая север Чили с Боливией, Перу и Бразилией по существующему коридору через Анды.
Туристическая деятельность очень важна, ввиду наличия лучших пляжей в стране, температуры прибрежных вод, красот плоскогорий. Область обладает одним из наибольших туристических потенциалов на национальном уровне. Основные туристические достопримечательности: Национальный парк Лаука, казино и пляж Чинчорро в Арика.

## Транспорт

### Аэропорты и аэродромы
- Аэропорт Чакальюта (Арика)
  - Код ICAO — SCAR
  - Код IATA — ARI
  - Характеристика ВПП — 2170×45 м / Асфальт
  - Высота над уровнем моря — 51 м
- Аэродром Сапауира (Сапауира)
- Аэродром Эль-Битре (Арика)

### Морские порты
- Морской порт Арика
  - UN/LOCODE — CLARI

### Железнодорожные узлы
- Арика
  - Направления — Такна (Перу), Ла-Пас (Боливия)